# Vladimir Voltjkov

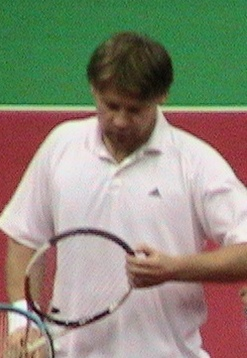
Vladimir Voltjkov

Vladimir Nikolajevitj Voltjkov (belarusiska: Уладзімір Мікалаевіч Валчкоў, Uladzimir Mikalajevitj Valtjkoŭ, łacinka: Uładzimir Mikałajevič Vałčkoŭ); ryska: Владимир Николаевич Волчков), född 7 april 1978 i Minsk, Vitryska SSR, Sovjetunionen (nuvarande Vitryssland), är en vitrysk högerhänt professionell tennisspelare.